# Leél Leó
Leél Leó (szül. Lefkovics, Putnok, 1895. február 3. – Maglód, 1919. augusztus 7.) magántisztviselő, költő.

## Élete
Édesapja Lefkovics Ármin kántortanító volt, édesanyja Berger Róza. Leó már fiatalkorában írt verseket, majd felköltözött a magyar fővárosba, ahol a Munkásbiztosító Pénztár alkalmazottja lett. Verseit Ignotus, illetve Kassák is méltatta. 1916-ban a frontra küldték. Mivel szolgálati ideje alatt egy, a katonákkal durván bánó magas rangú tisztet arcon vágott, hatévnyi börtönre ítélték, ám ezt nem kellett letöltenie; ismét a frontra vitték. 1918-ban került vissza Budapestre, ahol bekapcsolódott az antimilitaristák munkájába. 1918 tavaszán letartóztatták, a Margit körúti börtönben raboskodott. Erről testvére, Lefkovics Ernő így emlékezett: "A pázsitos udvaron lévő vasketrecekbe vezették be a foglyokat, akiknek látogatójuk volt. Öcsém melletti ketrecben Balogh László volt, akivel együtt fogták el. Ekkor megbízott, hogy keressem a Nádor utcai FABANK-ban Korvin Ottót és mondjam el, hogy kapcsolatukról nem vallottak, mindent magukra vállaltak. Korvin Ottó búcsúzáskor csak annyit mondott: Nagyon fontos volt - köszönöm!" Az őszirózsás forradalom idején került szabadlábra. Részt vett a KMP létrehozásában. 1919. április 26-án Budapesten, a Terézvárosban házasságot kötött a nála másfél évvel idősebb Pál Erzsébettel, Pollák Jakab és Biel Szidónia lányával. A kommün idején a VI. kerületi munkástanács- és katonatanács egyik tagja volt, s belépett a Vörös Hadseregbe, ahol zászlóaljának politikai biztosaként tevékenykedett, és részt vett a harcokban. A kommün bukása után az előretörő románok 1919. augusztus 7-én főbe lőtték.